# Statue de Notre-Dame-du-Saguenay

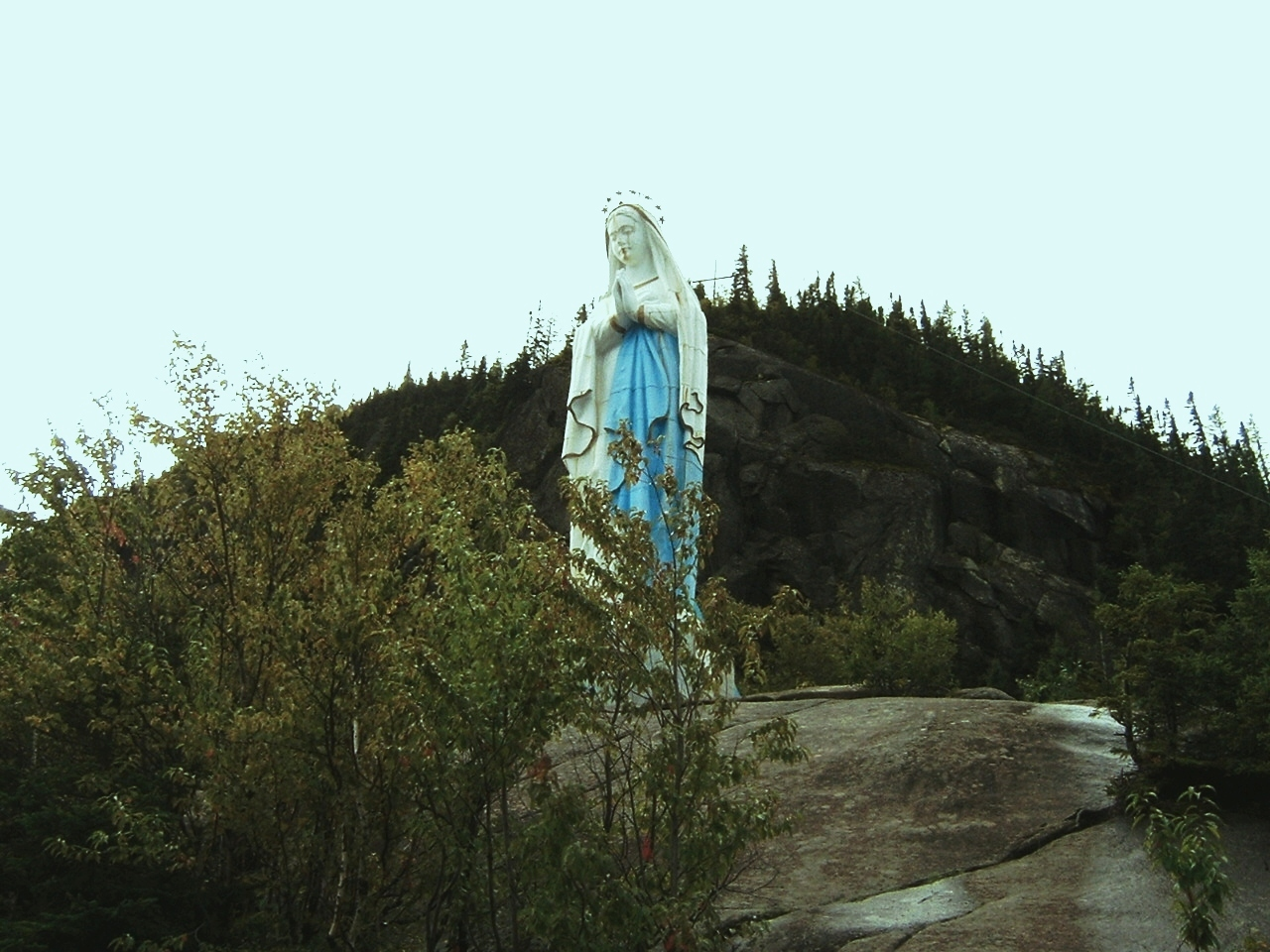
la statue de Notre-Dame du Saguenay

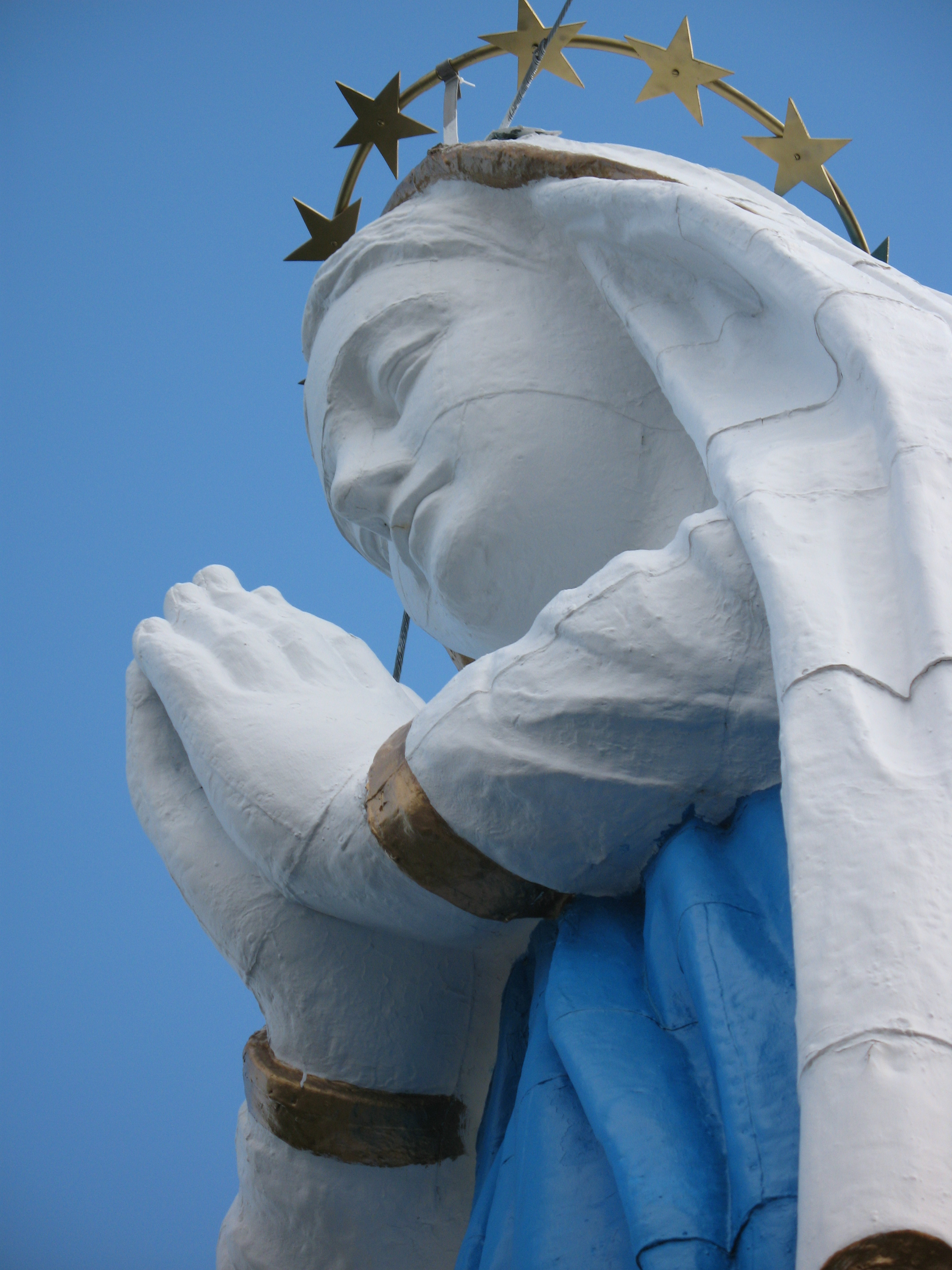
les mains jointes

La statue de Notre-Dame du Saguenay est une statue située sur le cap Trinité, à l'embouchure de la baie Trinité, près du village de Rivière-Éternité, et de la rivière Saguenay, dans la province de Québec, au Canada.

## Histoire
Cette statue fut sculptée par Louis Jobin en 1881. Elle est entièrement faite de pin blanc et elle est recouverte de minces feuilles de plomb pour la protéger des intempéries. Elle mesure 9 mètres de haut et pèse plus de 3 tonnes.

## Légende
La statue de Notre-Dame du Saguenay a été sculptée en l'honneur de la Sainte-Vierge après les mésaventures de Charles-Napoléon Robitaille, un voyageur de commerce qui, pour se rendre au Saguenay, devait absolument emprunter les cours d'eau. 
Un jour d'hiver où il se dirigeait vers le Lac Saint-Jean, la glace se brisa sous ses pieds et il tomba dans l'eau ; il se débattit mais en vain. Comme dernier recours, il pria la Sainte-Vierge de venir le sauver. Il fut miraculeusement échoué sur la glace plus loin.

## Installation

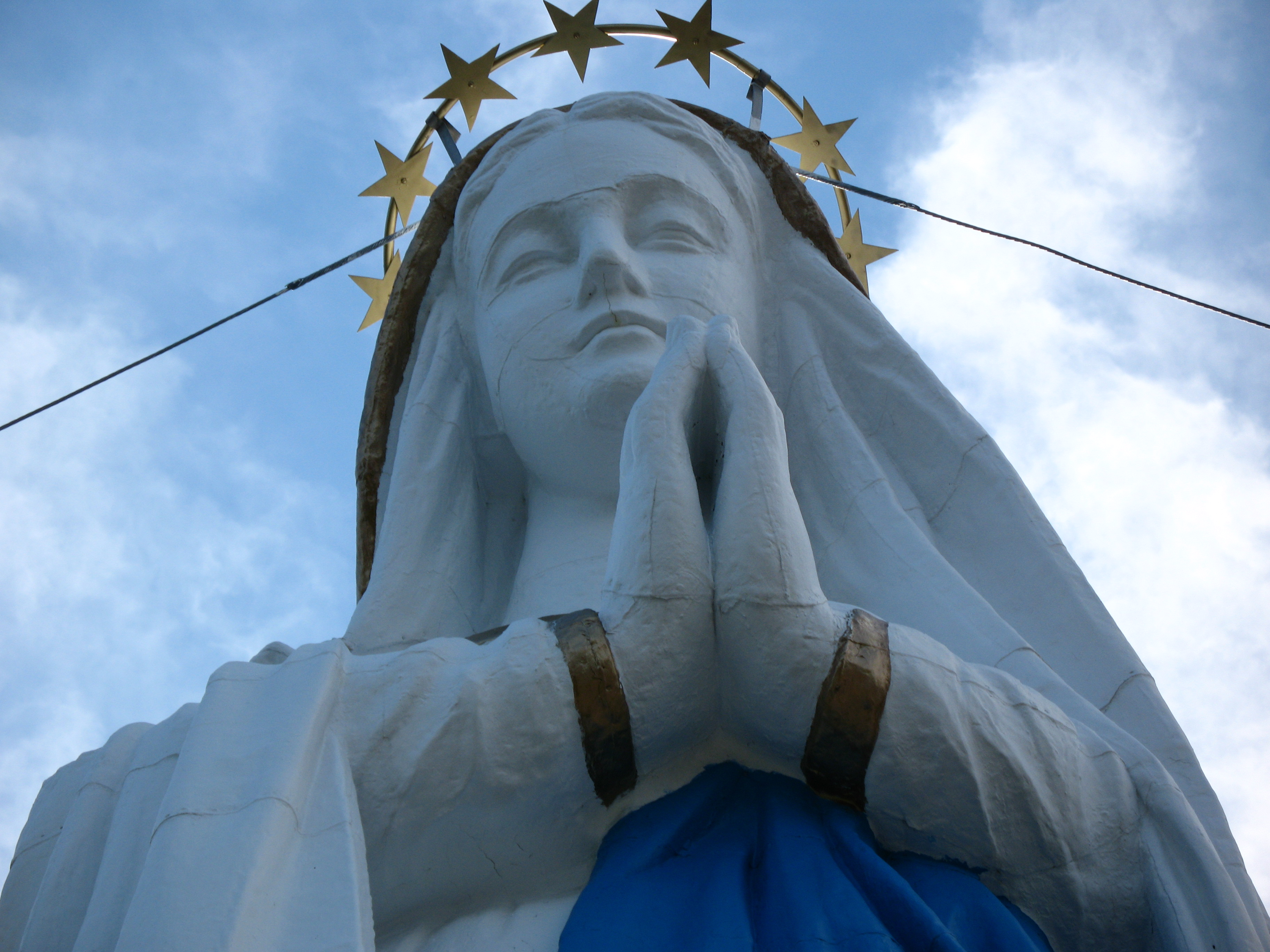
la tête couronnée d'étoiles dorées

La Statue Notre-Dame du Saguenay commence son périple le 13 août.
Au havre de Québec, on charge la statue Notre-Dame du Saguenay à bord du vapeur Union de la compagnie St-Laurent, bateau qui assure le service entre Québec et Chicoutimi.
La paroi abrupte du cap Trinité rendant impossible l’accostage d’un bateau aussi imposant que le vapeur Union, on laisse la statue à L’Anse-Saint-Jean.
Immergée dans l’eau, elle est ensuite tirée de cet endroit sur une distance d’environ neuf milles par deux hommes en chaloupe. La compagnie Godin et Desvarennes de Chicoutimi assure l’ascension de la Vierge du cap Trinité. Une dizaine d’employés sont supervisés par le contremaître Godin. Ils installent des poutres en bois le long du cap ainsi qu’un palan actionnant un câble d’environ 50 pieds de longueur qu’ils fixent sur le flanc de la montagne. On tente une première fois de hisser l’une des trois parties de la statue, mais l’essai s’avère infructueux, car le poids est trop important. La statue est donc séparée en quatorze morceaux, préalablement assemblés par Louis Jobin à l’aide de chevilles de bois, pour parvenir à la hisser.
Lentement, on remonte les morceaux en les élevant un à un de 50 pieds à la fois jusqu’au premier palier du cap Trinité. Puis, on installe le monument sur la base de bois qui lui est destinée. L’opération dure huit jours, et aucun accident fâcheux n’est rapporté.
En 2008, le Centre de conservation du Québec a procédé à la restauration de la statue afin qu'elle retrouve son aspect d'origine. En cette même année, la Monnaie royale canadienne émettait une pièce de 25 cents à l'effigie de la statue.